# Rytky
Rytky är en sjö i kommunen Kuopio i landskapet Norra Savolax i Finland. Sjön ligger 138,6 meter över havet. Den är 22 meter djup. Arean är 1,56 kvadratkilometer och strandlinjen är 12,53 kilometer lång. Sjön  ingår i Vuoksens huvudavrinningsområde.   Den ligger omkring 13 kilometer väster om Kuopio och omkring 320 kilometer norr om Helsingfors. 
I sjön finns ön Laamila. 